# Spermophora dumoga
Spermophora dumoga là một loài nhện trong họ Pholcidae. Loài này được phát hiện ở Sulawesi.